# Artur Szachbanow
Artur Sajranowicz Szachbanow (ros. Артур Сайранович Шахбанов; ur. 18 marca 1988) – rosyjski zapaśnik startujący w stylu klasycznym. Szósty w Pucharze Świata w 2011. Trzeci na mistrzostwach Rosji w 2010 i 2013 roku.